# Stacy Title
Stacy Title, née le 21 février 1964 et morte le 11 janvier 2021, est une réalisatrice et scénariste américaine.

## Biographie
Le court-métrage Down on the Waterfront qu'elle a réalisé en 1993 a été nommé à l'Oscar du meilleur court métrage en prises de vues réelles l'année suivante. En 1995, elle a réalisé L'Ultime Souper, qui a remporté le grand prix du festival du film policier de Cognac. 
Elle est l'épouse de l'acteur américain Jonathan Penner. 
Depuis 2017, elle est frappée par la sclérose latérale amyotrophique.

## Filmographie

### Réalisatrice
- 1993 : Down on the Waterfront (court-métrage)
- 1995 : L'Ultime Souper[3]
- 1999 : Let the Devil Wear Black
- 2006 : Hood of Horror
- 2017 : The Bye Bye Man[4],[5]

### Scénariste
- 1993 : Down on the Waterfront (court-métrage)
- 1999 : Let the Devil Wear Black
- 2003 : The Lone Ranger (téléfilm)